# 2025年の福岡ソフトバンクホークス
2025年の福岡ソフトバンクホークスでは、2025年シーズンについての福岡ソフトバンクホークスの動向をまとめる。
この年の福岡ソフトバンクホークスは、小久保裕紀監督の2年目のシーズンである。

## 概要

### 開幕前
2024年は91勝49敗3分で4年ぶりのリーグ優勝を達成したが、日本シリーズで3位から勝ち上がった横浜DeNAベイスターズに2勝4敗で敗れた。
オフシーズンではボストン・レッドソックスからFAとなっていた上沢直之を獲得。また、トレードで濵口遥大を獲得し、三森大貴は横浜DeNAベイスターズへ移籍となった。
さらに、FAで甲斐拓也が読売ジャイアンツへ、石川柊太が千葉ロッテマリーンズへそれぞれ移籍。
現役ドラフトでは横浜DeNAベイスターズから上茶谷大河を指名した一方、吉田賢吾が北海道日本ハムファイターズに指名され移籍。
加えて開幕ローテーション入りが内定していたカーター・スチュワート・ジュニアが2月の春季キャンプ中に左腹直筋を痛め、リハビリ組での調整を続け開幕に間に合わず、さらに3月11日のオープン戦対巨人戦で栗原陵矢がフェンスに激突し右脇腹負傷、開幕戦時点でもリハビリ組で迎えることとなる。
オープン戦は9勝6敗3分で4位だった。

### 3・4月
みずほPayPayドーム福岡に千葉ロッテマリーンズを迎え行われた開幕3連戦では初戦を有原航平の7失点などで2-8で敗れ、2016年以来9年ぶり、本拠地での開幕戦としては2015年以来10年ぶりの開幕戦敗戦を喫すると、2戦目も延長10回4-5で逆転負け、ダイエー田淵幸一監督時代の1992年以来33年ぶり、本拠地でのシーズン開幕戦に限れば、南海野村克也選手兼任監督時代の1974年以来51年ぶりとなる開幕戦連敗スタートとなる。3戦目も2回までに4点を先制しながら終盤3イニングで6失点し4-7で3試合連続の逆転負け、球団史上南海杉浦忠監督時代の1988年以来37年ぶり、球団の福岡への本拠地移転後初、ならびに本拠地での開幕、同一カード3連戦としてはいずれも南海時代を通じ球団史上初となる引き分けなしの開幕3連敗を喫する。みずほPayPayドーム福岡での同一カード3連戦3連敗も、2023年7月15日〜17日の『鷹の祭典』対オリックス3連戦で3連敗を喫した際以来となった。
開幕3連戦直後の3月31日、オープン戦終盤3試合を腰の張りで欠場していたものの3連戦で復帰していた近藤健介が登録抹消、4月2日に外側型腰椎椎間板ヘルニアに対し、全内視鏡下椎間板ヘルニア摘出術を受け、競技復帰まで2～3ヶ月となる。
4月1日、対北海道日本ハムファイターズ1回戦（エスコンフィールドHOKKAIDO）では先発モイネロの7回1失点の好投もあり5-1でシーズン初勝利を挙げたものの、翌日は現役ドラフトで同シーズンから日本ハムに移籍した吉田賢吾にプロ初本塁打を許すなど1-3で敗れ、福岡に戻って4日、対埼玉西武ライオンズ1回戦でも先発有原航平の4回途中6失点により0-6で敗退、秋山幸二監督時代の2013年7月24日以来12シーズンぶり、4272日ぶりの単独最下位に転落する。翌5日も敗れ7試合目にして2度目の3連敗を喫するも、6日の対西武3回戦では上沢の移籍後初勝利で連敗を止めると、8日の対オリックス・バファローズ1回戦では柳田悠岐が脚の張りで欠場したものの2桁安打でシーズン初の連勝、西武の敗戦により最下位を脱する。
キャンプ中からリハビリ組で調整していたスチュワート・ジュニアが4月8日に治療等のためアメリカに一時帰国。野手では柳田が同月11日の試合で自打球を当て翌12日登録抹消となったことなどを受け、同日育成契約で2軍戦で打率.486本塁打2打点9と好調だった山本恵大を緊急支配下登録、即日出場選手登録した。
栗原、近藤、柳田という野手主力3人を欠く事態となったが、上記6日の西武戦を皮切りに12日の対ロッテ5回戦まで引き分けを挟んで5連勝、勝率をシーズン初の5割とする。しかし13日の試合が雨天中止となり、本拠地に戻り東北楽天ゴールデンイーグルスとの3連戦、ヘルナンデス、オスナら中継ぎ、抑えが打ち込まれるなどし、16試合目にしてシーズン3度目、本拠地での同一カード3連戦では2度目の3連敗を喫し、17日試合終了時点で再び単独最下位に転落する。17日の試合で栗原がシーズン初出場を果たしたものの、続く18日対西武4回戦（ベルーナドーム）では、開幕から16試合連続安打を放っていた周東佑京が左膝痛で欠場し記録が途切れ、加えて正木智也が5回表の打席でスイングした際に左腕を痛め途中交代（左肩亜脱臼で全治未定と診断され翌日登録抹消）するなどトラブルが続き、打線は西武先発今井達也と平良海馬の継投に対し無安打、7回の山川内野ゴロの間の1点のみという、1964年5月13日に近鉄バファローズが牧野伸・山本重政の継投で南海ホークスに対し達成して以来NPB史上61年ぶり5度目の無安打有得点試合という珍記録で敗れると同時に、同シーズン12球団最速の10敗到達となる。続く19日は大関友久が7回1失点の好投も打線が西武隅田知一郎の前に4安打無得点で零敗、小久保が監督となって初の5連敗で再び借金5となる。翌20日に1軍シーズン初先発となった東浜巨の好投により3-1で勝利し連敗を止めたものの、翌21日、前日までにチームに戻る予定で帰国していたスチュワート・ジュニアが未だアメリカ滞在中で復帰の計算が立たないことを倉野投手コーチが認める。続くオリックス2連戦を1勝1分とし、25日の楽天戦（楽天モバイルパーク宮城）では、シーズン4試合先発で未勝利、かつ仙台では日本ハム時代の2019年から6連敗していた有原が8回無失点の好投、9回表に挙げた代打嶺井博希の犠飛による1点を守り1-0で勝利し3連勝、これが小久保裕紀監督の100勝目となるとともに、その後西武が敗れたことにより最下位を脱するが、翌日は先発大関が5回持たず5失点し3-6で敗退、西武の勝利により1日で再び最下位に逆戻りし、翌27日も敗れ対楽天戦1勝5敗となると同時に、同月2試合を残して2013シーズン以来12年ぶりとなる3・4月の負け越しが決定。29日には、去る23日のオリックス戦で球団記録に並ぶ開幕19試合連続安打を放っていたものの、その試合でオリックス3番手権田琉成から右膝付近に死球を受け退場、前カードの楽天3連戦は欠場して回復に努め、この日4試合ぶりにスタメン復帰の予定だった周東が、試合間練習の後に急転し戦列を離れ登録抹消となり、その晩の対日本ハム3回戦もモイネロの7回1失点の好投も実らず延長戦の末1-2で敗れ、早くもシーズン4度目の3連敗で再びシーズンワーストタイの借金5となる。
30日には、18日の試合で左肩を痛めた正木が、左肩関節バンカート修復術を受け、競技復活まで5〜6か月と診断され、シーズン中の復帰が困難となる。同日夜の対日本ハム4回戦では、7回の守備から山川が脚の張りを訴え交代、8回には死球を受けた今宮健太が途中交代となるなど主力が相次いで怪我で離脱、試合も1-6で敗れ2度目の4連敗。3・4月は借金6で、1996年に3・4月を借金9で終えて以来29年ぶり、ソフトバンクとなって以降初となる4月終了時最下位で終えた。本拠地みずほPayPayドームでは2勝10敗であった。主力野手に怪我人続出で全試合出場が山川のみという中でもリーグ2位の得点を挙げながら、チーム防御率最下位の投手陣の不調をカバーするまでに至らず、連敗を繰り返した。

### 5月
5月1日、周東佑京が右腓骨骨折、今宮健太が右前腕屈筋群の筋挫傷と診断され、ともにリハビリ組に移管となる。同日夜の試合も逆転で2-3で敗れシーズン2度目の5連敗、ソフトバンクが最後にシーズン最下位となった王貞治監督最終年の2008年9月以来の借金7となる。翌2日の対ロッテ6回戦（みずほPayPay）も先発有原航平が初回ポランコに3点本塁打を被弾し、1-3で9回裏2死無走者まで追い詰められた後、ロッテ抑え益田直也から3連打で1点を返し、川瀬晃のサヨナラ2点適時打で逆転勝利し連敗を止めると、そこからシーズン初の同一カード3連勝でロッテと入れ替わり9日ぶりに最下位を脱する。4日の試合で先発予定だった栗原陵矢が試合前練習で首に違和感を訴え欠場、小久保監督も「明日明後日は難しいかもしれない」との見解を示し、栗原は6日まで3試合を欠場したが、その間チームは5連勝。特に5連勝目となった6日の対西武8回戦（ベルーナドーム）では、先発モイネロと2番手岩井俊介が1安打ずつを許したもののいずれも併殺に打ち取り打者27人で完封勝利、NPBとしては2024年楽天早川隆久が8月13日京セラドームで達成して以来、球団では2022年5月11日に東浜が対西武戦でノーヒットノーランを達成した際以来の記録となった。
12日、読売ジャイアンツとの交換トレードが成立、リチャードを放出し、代わりに秋広優人、大江竜聖が加入。
18日、対楽天9回戦（みずほPayPay）で延長12回サヨナラ勝利したことにより、上述の対ロッテ3連戦3連勝以降5カード連続勝ち越しと同時に、4月12日試合終了から試合のなかった同14日まで以来約1か月ぶりとなる勝率5割復帰を果たす。20日の対日本ハム6回戦（エスコン）では、日本ハム先発伊藤大海に好相性の川瀬晃のプロ初本塁打などで逆転勝利、シーズン初の貯金1となる。22日は先行し追いつかれたものの延長11回柳町達のソロ本塁打で勝ち越し、6カード連続の勝ち越し。5月は結局15勝8敗で終え、6月1日の楽天戦に敗れたものの、24勝24敗2分の勝率5割、首位日本ハムと4.5ゲーム差、3位西武と2ゲーム差の4位で交流戦を迎えることとなる。

### 交流戦
最初のカードとなった対中日3連戦（みずほPayPay）を3連勝した後、神宮球場に移動し対ヤクルト3連戦、初戦でモイネロが8回無失点、2008年の大場翔太の記録を越え球団新記録、NPBでも田中将大と並び歴代3位タイで外国人投手としては史上最多となる1試合18奪三振を記録したものの、9回にオスナがホセ・オスナに同点弾を許し延長戦の末試合には敗れ連勝は止まったが、続く第2戦を8-1で快勝し、同日敗れた西武を抜き4月16日以来52日ぶりに3位浮上。その後オスナは配置転換を経て登録抹消となったほか、今宮も14日のDeNA戦で左脇腹を痛めて離脱し、山川も本来の打棒とはほど遠く、交流戦最終週を前にして登録抹消、近藤は17日の広島戦で本塁打を打った後に左かかとを痛め、登録抹消こそされていないが、以降5試合連続欠場と、離脱者が続出したものの、近藤が離脱した17日の対広島1回戦に勝利した時点で、交流戦の通算成績が260勝160敗19引分となり、NPB史上初の交流戦貯金100を達成した。巨人には1勝1敗1分、DeNAには3連勝、広島と阪神には2勝1敗。先発陣は有原、前田純、大関、モイネロ、上沢、松本晴で回しチーム12勝のうち先発陣が9勝を挙げた。藤井皓哉、杉山一樹は8試合投げて無失点だった。チーム得点79は12球団1位。最終的に、柳町が首位打者と最高出塁率、モイネロと大関が最優秀防御率を獲得するなどの活躍もあり、12勝5敗1分で2019年以来6年ぶり9回目の交流戦優勝を果たす。しかし、パ・リーグ全6球団が交流戦勝ち越しとなったこともあり、リーグ内で3位には浮上したものの、ゲーム差は首位日本ハムとは1、2位オリックスとは1.5縮めるにとどまった。

### 交流戦明け→7月
交流戦明けの対ロッテ3連戦（ZOZO）を勝ち越し交流戦からのカード連続勝ち越しを4とし、交流戦を含む6月を14勝7敗1分、5月と同じ貯金7で終えると、7月に入り最初の対首位日本ハム3連戦（東京ドーム→みずほPayPay2試合）を有原、大関、松本晴の先発3投手の好投により日本ハム打線を3試合で僅か2失点に抑え3連勝、貯金をシーズン最多の11とすると同時に、首位オリックス、3位日本ハムとゲーム差なしの厘差でシーズン初の2位浮上を果たすと、中旬に苦手とする楽天戦で9カードぶりに負け越すと同時に3連敗を喫したものの、オールスターゲーム前最後の試合となった対西武3連戦に3連勝しシーズン初の6連勝（1引分を挟む）、51勝34敗4分の貯金17で首位日本ハムと2ゲーム差の2位につける。オールスター明けも連勝は続き、1.0ゲーム差での首位直接対決となった29日対日本ハム14回戦（エスコン）でも5-2で勝利し、2020年10月10〜23日にかけ12連勝した時以来5年ぶりの9連勝を達成すると同時に、勝率で日本ハムを上回り、92試合目にしてシーズン初の首位浮上を果たす。翌30日は敗れ連勝を止められると同時に1日で首位を明け渡したものの、続く31日は、プロデビューから先発連続勝利のNPB記録継続中の日本ハム達孝太に5回5得点でプロ初黒星を付け5-4で逃げ切り勝利、再び首位浮上する。7月の成績は17勝5敗1分だった。

### 8月
1日から、本拠地で苦手としている楽天との3連戦だったが3連戦3連勝し4連勝、1敗の後2位日本ハムとの3連戦3連勝を含む6連勝で、7月13日から8月13日までの間に19勝2敗1分の好成績。15日、対千葉ロッテマリーンズ18回戦（みずほPayPayドーム福岡）で勝利し、同球場では2005年の12連勝を超える13連勝の新記録、球団史上では南海時代の1965年に当時の本拠地大阪球場で開幕から5月25日まで19連勝、同27日の1敗を挟んで6月1日から7月14日まで15連勝して以来60年ぶり3度目。

## チーム成績

### レギュラーシーズン
|   | 開幕：3/28 | 開幕：3/28 | 5/1 | 5/1      | 6/1 | 6/1      | 7/1 | 7/1      | 8/1 | 8/1      |
| - | ---------- | ---------- | --- | -------- | --- | -------- | --- | -------- | --- | -------- |
| 1 | 中         | 周東佑京   | 遊  | 野村勇   | 中  | 周東佑京 | 中  | 周東佑京 | 中  | 緒方理貢 |
| 2 | 右         | 近藤健介   | 中  | 笹川吉康 | 左  | 柳町達   | 二  | ダウンズ | 左  | 柳町達   |
| 3 | 指         | 柳田悠岐   | 三  | 栗原陵矢 | 一  | 中村晃   | 左  | 柳町達   | 指  | 近藤健介 |
| 4 | 一         | 山川穂高   | 指  | 山川穂高 | 右  | 近藤健介 | 一  | 中村晃   | 一  | 山川穂高 |
| 5 | 左         | 正木智也   | 一  | 中村晃   | 三  | 栗原陵矢 | 三  | 栗原陵矢 | 右  | 山本恵大 |
| 6 | 遊         | 今宮健太   | 左  | 柳町達   | 遊  | 今宮健太 | 指  | 山川穂高 | 二  | 牧原大成 |
| 7 | 二         | ダウンズ   | 二  | 廣瀨隆太 | 指  | 山川穂高 | 遊  | 野村勇   | 三  | 川瀬晃   |
| 8 | 三         | リチャード | 捕  | 嶺井博希 | 捕  | 渡邉陸   | 捕  | 海野隆司 | 捕  | 海野隆司 |
| 9 | 捕         | 谷川原健太 | 右  | 佐藤直樹 | 二  | 牧原大成 | 右  | 佐藤直樹 | 遊  | 庄子雄大 |
|   | 投         | 有原航平   | 投  | 上沢直之 | 投  | 松本晴   | 投  | 有原航平 | 投  | 上沢直之 |

| 順位 | 4月終了時    | 4月終了時 | 5月終了時    | 5月終了時 | 6月終了時    | 6月終了時 | 7月終了時    | 7月終了時 | 8月終了時 | 8月終了時 | 最終成績 | 最終成績 |
| ---- | ------------ | --------- | ------------ | --------- | ------------ | --------- | ------------ | --------- | --------- | --------- | -------- | -------- |
| 1位  | オリックス   | ---       | 日本ハム     | ---       | 日本ハム     | ---       | ソフトバンク | ---       |           |           |          |          |
| 2位  | 日本ハム     | 1.5       | オリックス   | 1.5       | オリックス   | 2.5       | 日本ハム     | 0.0       |           |           |          |          |
| 3位  | 西武         | 2.0       | 西武         | 2.5       | ソフトバンク | 3.0       | オリックス   | 6.5       |           |           |          |          |
| 4位  | 楽天         | 2.5       | ソフトバンク | 3.5       | 西武         | 4.5       | 楽天         | 11.0      |           |           |          |          |
| 5位  | ロッテ       | 3.5       | 楽天         | 6.0       | 楽天         | 8.5       | 西武         | 13.0      |           |           |          |          |
| 6位  | ソフトバンク | 5.5       | ロッテ       | 10.5      | ロッテ       | 13.5      | ロッテ       | 19.5      |           |           |          |          |

#### セ・パ交流戦
| 順位 | 球団                         | 勝 | 敗 | 分 | 勝率 | 差   |
| 1位  | 福岡ソフトバンクホークス     | 12 | 5  | 1  | .706 | 優勝 |
| 2位  | 北海道日本ハムファイターズ   | 11 | 7  | 0  | .611 | 1.5  |
| 3位  | オリックス・バファローズ     | 11 | 7  | 0  | .611 | 1.5  |
| 4位  | 埼玉西武ライオンズ           | 10 | 8  | 0  | .556 | 2.5  |
| 5位  | 千葉ロッテマリーンズ         | 10 | 8  | 0  | .556 | 2.5  |
| 6位  | 東北楽天ゴールデンイーグルス | 9  | 8  | 1  | .529 | 3.0  |
| 7位  | 広島東洋カープ               | 9  | 9  | 0  | .500 | 3.5  |
| 8位  | 阪神タイガース               | 8  | 10 | 0  | .444 | 4.5  |
| 9位  | 中日ドラゴンズ               | 8  | 10 | 0  | .444 | 4.5  |
| 10位 | 横浜DeNAベイスターズ         | 7  | 11 | 0  | .389 | 5.5  |
| 11位 | 読売ジャイアンツ             | 6  | 11 | 1  | .353 | 6.0  |
| 12位 | 東京ヤクルトスワローズ       | 5  | 12 | 1  | .294 | 7.0  |

### 記録
- 3月30日 - 開幕カード3連敗、球団史上37年ぶり、本拠地開幕では史上初[56]。
- 4月4日 - 単独最下位転落、2013年7月24日以来4272日ぶり[57]。
- 7月13日 - 対楽天14回戦（楽天モバイル）で三重殺（トリプルプレイ）成立、3年ぶり史上135度目[58]。

## 入団・退団

### シーズン開幕前
| 支配下選手 | 支配下選手 | 支配下選手           | 支配下選手   | 支配下選手 | 支配下選手 | 支配下選手                 | 支配下選手   |
| 登録       | 登録       | 登録                 | 登録         | 抹消       | 抹消       | 抹消                       | 抹消         |
| No         | 選手名     | 前所属               | 区分         | No         | 選手名     | 去就                       | 区分         |
| 投手       | 投手       | 投手                 | 投手         | 投手       | 投手       | 投手                       | 投手         |
| ---------- | ---------- | -------------------- | ------------ | ---------- | ---------- | -------------------------- | ------------ |
| 10         | 上沢直之   | レッドソックス       | NPB復帰      | 1          | 風間球打   | 育成選手                   |              |
| 13         | 濵口遥大   | 横浜DeNAベイスターズ | トレード     | 20         | 中村亮太   | 千葉ロッテマリーンズ育成   |              |
| 20         | 村上泰斗   | 神戸弘陵高           | ドラフト1位  | 21         | 和田毅     | 球団統括本部付アドバイザー |              |
| 28         | 安德駿     | 富士大               | ドラフト3位  | 29         | 石川柊太   | 千葉ロッテマリーンズ       | FA移籍       |
| 42         | 伊藤優輔   | 読売ジャイアンツ     | 人的補償     | 38         | 澤柳亮太郎 | 育成選手                   |              |
| 64         | 上茶谷大河 | 横浜DeNAベイスターズ | 現役ドラフト | 42         | 三浦瑞樹   | 中日ドラゴンズ育成         |              |
| 69         | 岩崎峻典   | 東洋大               | ドラフト6位  | 67         | 笠谷俊介   | 横浜DeNAベイスターズ育成   |              |
|            |            |                      |              | 70         | 田上奏大   | 育成選手                   |              |
| 捕手       |            |                      |              |            |            |                            |              |
|            |            |                      |              | 19         | 甲斐拓也   | 読売ジャイアンツ           | FA移籍       |
|            |            |                      |              | 64         | 吉田賢吾   | 北海道日本ハムファイターズ | 現役ドラフト |
| 内野手     |            |                      |              |            |            |                            |              |
| 25         | 庄子雄大   | 神奈川大             | ドラフト2位  | 13         | 三森大貴   | 横浜DeNAベイスターズ       | トレード     |
| 46         | 宇野真仁朗 | 早稲田実業高         | ドラフト4位  | 46         | 川原田純平 | 育成選手                   |              |
| 67         | 石見颯真   | 愛工大名電高         | ドラフト5位  | 69         | 仲田慶介   | 埼玉西武ライオンズ育成     |              |
| 外野手     |            |                      |              |            |            |                            |              |
|            |            |                      |              | 28         | ウォーカー | BCL・神奈川                |              |
|            |            |                      |              | 37         | 生海       | 育成選手                   |              |

| 育成選手 | 育成選手     | 育成選手           | 育成選手         | 育成選手 | 育成選手     | 育成選手                         | 育成選手           |
| 登録     | 登録         | 登録               | 登録             | 抹消     | 抹消         | 抹消                             | 抹消               |
| No       | 選手名       | 前所属             | 区分             | No       | 選手名       | 去就                             | 区分               |
| 投手     | 投手         | 投手               | 投手             | 投手     | 投手         | 投手                             | 投手               |
| -------- | ------------ | ------------------ | ---------------- | -------- | ------------ | -------------------------------- | ------------------ |
| 128      | 河野伸一朗   | 宮崎学園高         | 育成ドラフト5位  | 120      | 佐藤宏樹     | くふうハヤテベンチャーズ静岡     |                    |
| 132      | 川口冬弥     | IL・徳島           | 育成ドラフト6位  | 125      | 古川侑利     | 一軍アナリスト                   |                    |
| 134      | 大城真乃     | 育成選手           | 再契約           | 134      | 大城真乃     | 育成選手                         | 規定による自由契約 |
| 135      | アルメンタ   | 育成選手           | 再契約           | 135      | アルメンタ   | 育成選手                         | 規定による自由契約 |
| 136      | 大竹風雅     | 育成選手           | 再契約           | 136      | 大竹風雅     | 育成選手                         | 規定による自由契約 |
| 137      | 津嘉山憲志郎 | 神戸国際大学附属高 | 育成ドラフト7位  | 139      | 井﨑燦志郎   | 育成選手                         | 規定による自由契約 |
| 138      | 相原雄太     | 仙台大             | 育成ドラフト8位  | 141      | フェリックス | レンジャーズ傘下                 |                    |
| 139      | 井﨑燦志郎   | 育成選手           | 再契約           | 143      | 村上舜       |                                  |                    |
| 140      | 岡田皓一朗   | 大阪商業大         | 育成ドラフト9位  | 145      | ハモンド     | 育成選手                         | 規定による自由契約 |
| 141      | 澤柳亮太郎   | 支配下選手         | 再契約           | 147      | 加藤洸稀     | 三軍打撃投手兼三軍スタッフ       |                    |
| 145      | ハモンド     | 育成選手           | 再契約           | 148      | 山崎琢磨     | 育成選手                         | 規定による自由契約 |
| 148      | 山崎琢磨     | 育成選手           | 再契約           | 152      | 瀧本将生     | オイシックス新潟アルビレックスBC |                    |
| 149      | 熊谷太雅     | 東陵高             | 育成ドラフト12位 | 154      | 佐藤琢磨     | 東京ヤクルトスワローズ育成       |                    |
| 152      | 塩士暖       | 門前高             | 育成ドラフト13位 | 156      | ロドリゲス   | 育成選手                         | 規定による自由契約 |
| 153      | 張峻瑋       | 穀保家商高         | 新外国人         | 157      | 小林珠維     | オイシックス新潟アルビレックスBC |                    |
| 156      | ロドリゲス   | 育成選手           | 再契約           | 172      | 渡邊佑樹     | ソフトバンク本社                 |                    |
| 155      | 風間球打     | 支配下選手         | 再契約           | 174      | 鍬原拓也     | 一軍広報                         |                    |
| 157      | 田上奏大     | 支配下選手         | 再契約           | 177      | 齊藤大将     |                                  |                    |
| 捕手     |              |                    |                  |          |              |                                  |                    |
| 125      | 大友宗       | BCL・茨城          | 育成ドラフト3位  | 151      | 加藤晴空     | 育成選手                         | 規定による自由契約 |
| 151      | 加藤晴空     | 育成選手           | 再契約           |          |              |                                  |                    |
| 内野手   |              |                    |                  |          |              |                                  |                    |
| 121      | ザイレン     | 浜松商業高         | 育成ドラフト2位  | 122      | 藤野恵音     | 育成選手                         | 規定による自由契約 |
| 122      | 藤野恵音     | 育成選手           | 再契約           | 124      | 桑原秀侍     | 育成選手                         | 規定による自由契約 |
| 124      | 桑原秀侍     | 育成選手           | 再契約           | 128      | 伊藤大将     |                                  |                    |
| 127      | 広瀬結煌     | 市立松戸高         | 育成ドラフト4位  | 130      | 勝連大稀     | 育成選手                         | 規定による自由契約 |
| 130      | 勝連大稀     | 育成選手           | 再契約           | 149      | 佐久間拓斗   |                                  |                    |
| 167      | 川原田純平   | 支配下選手         | 再契約           | 153      | 三代祥貴     | アカデミーコーチ                 |                    |
| 外野手   |              |                    |                  |          |              |                                  |                    |
| 143      | 漁府輝羽     | 東北福祉大         | 育成ドラフト10位 | 144      | シモン       | 育成選手                         | 規定による自由契約 |
| 144      | シモン       | 育成選手           | 再契約           | 150      | 山本恵大     | 育成選手                         | 規定による自由契約 |
| 147      | 木下勇人     | 千葉経済大学附属高 | 育成ドラフト11位 |          |              |                                  |                    |
| 150      | 山本恵大     | 育成選手           | 再契約           |          |              |                                  |                    |
| 154      | 生海         | 支配下選手         | 再契約           |          |              |                                  |                    |

- 育成ドラフト1位指名の古川遼は入団辞退[74]。

### シーズン開幕後
| 支配下選手 | 支配下選手 | 支配下選手 | 支配下選手 | 支配下選手       | 支配下選手 | 支配下選手 | 支配下選手 | 支配下選手 | 支配下選手 | 支配下選手       | 支配下選手 |
| 登録       | 登録       | 登録       | 登録       | 登録             | 登録       | 抹消       | 抹消       | 抹消       | 抹消       | 抹消             | 抹消       |
| 月         | No         | 選手名     | 守備       | 前所属           | 区分       | 区分       | No         | 選手名     | 守備       | 去就             |            |
| ---------- | ---------- | ---------- | ---------- | ---------------- | ---------- | ---------- | ---------- | ---------- | ---------- | ---------------- | ---------- |
| 5月        | 29         | 大江竜聖   | 投手       | 読売ジャイアンツ | トレード   | トレード   | 52         | リチャード | 内野手     | 読売ジャイアンツ |            |
| 5月        | 52         | 秋広優人   | 内野手     | 読売ジャイアンツ | トレード   | トレード   | 52         | リチャード | 内野手     | 読売ジャイアンツ |            |

| 育成選手→支配下選手 | 育成選手→支配下選手 | 育成選手→支配下選手 | 育成選手→支配下選手 |
| 月                  | No                  | 選手名              | 守備                |
| ------------------- | ------------------- | ------------------- | ------------------- |
| 4月                 | 150→77              | 山本恵大            | 外野手              |
| 6月                 | 132→95              | 川口冬弥            | 投手                |
| 7月                 | 165→85              | 宮﨑颯              | 投手                |

## 選手・スタッフ
- 背番号変更

渡邉陸 79→00
山川穂高 25→5
澤柳亮太郎 38→141
生海 37→154
風間球打 1→155
田上奏大 70→157
川原田純平 46→167
山本恵大 150→77（4月支配下登録）
川口冬弥 132→95（6月支配下登録）
宮﨑颯 165→85（7月支配下登録）

## マイナビオールスターゲーム2025選出選手
| 監督       | 小久保裕紀          | 小久保裕紀          |
| 選手間投票 | 山川穂高 （一塁手） | 山川穂高 （一塁手） |
| 監督推薦   | L.モイネロ          | 杉山一樹            |
| 監督推薦   | 周東佑京            | 柳町達              |
| 補充選手   | 野村勇              | 野村勇              |

## 代表選出選手

### ラグザス 侍ジャパンシリーズ2025
日本代表
- 大津亮介
- 杉山一樹
- 海野隆司
- 廣瀨隆太

## 個人成績

### 表彰
- リバン・モイネロ
  - 月間MVP（6月）
- 大関友久
  - セ・パ交流戦 優秀選手賞（パ・リーグ）
- 柳町達
  - セ・パ交流戦 最優秀選手賞
- 有原航平
  - 月間MVP（7月）

### 達成記録
- 4月10日 - 周東佑京が通算200盗塁達成、史上80人目[78]。
- 7月1日 - 有原航平が全球団勝利、史上22人目[79]。
- 7月8日 - 近藤健介が通算100本塁打達成、史上311人目[80]。
- 7月11日 - 山川穂高が通算1000試合出場達成、史上540人目[81]。

### 記録
- 6月6日 - リバン・モイネロが1試合18奪三振、歴代3位タイ、左投手では最多記録[82]。

## 試合結果
| 凡例     | 凡例     | 凡例     | 凡例 |
| 勝利試合 | 敗北試合 | 引き分け | 中止 |
| -------- | -------- | -------- | ---- |

## その他の出来事
- 3月15日 - オープン戦・対日本ハム戦で、昨季現役引退を表明していた和田毅が引退試合を実施[83]。
- 3月23日 - ソフトバンクホークス誕生20周年記念事業 第一弾として、みずほPayPayドーム福岡で「SoftBank HAWKS 20th ANNIVERSARY SPECIAL MATCH Supported by 昭和建設」を開催。秋山幸二率いる白鷹軍（しろたかぐん）と、工藤公康率いる黒鷹軍（くろたかぐん）に分かれ、ソフトバンクホークスに所属したOB選手が対戦[84]。